# Louis Pierre Vieillot
Louis Pierre Vieillot (Yvetot, 10 de Maio de 1748 – Sotteville-lès-Rouen, 24 de Agosto de 1830) foi ornitólogo francês. Vieillot é o autor das primeiras descrições científicas e nomes lineanos de várias aves, incluindo espécies que ele mesmo coletou nas Índias Ocidentais e na América do Norte e espécies sul-americanas descobertas mas não formalmente nomeadas por Félix de Azara e seu tradutor Sonnini de Manoncourt. Pelo menos 26 dos gêneros erguidos por Vieillot ainda estão em uso. Ele foi um dos primeiros ornitólogos a estudar as mudanças na plumagem e um dos primeiros a estudar aves vivas. 

## Biografia
Vieillot nasceu em Yvetot. Ele representou os interesses comerciais de sua família em Saint-Domingue (Haiti) em Hispaniola, mas fugiu para os Estados Unidos durante as rebeliões haitianas que se seguiram à Revolução Francesa. A conselho de Buffon, ele coletou material para a Histoire naturelle des oiseaux de l'Amérique Septentrionale, cujos dois primeiros volumes foram publicados na França a partir de 1807.
Vieillot retornou à França pela última vez em 1798, onde o cargo que lhe foi criado no Bulletin des Lois deixou-lhe tempo suficiente para continuar seus estudos de história natural. Após a morte de Jean Baptiste Audebert, Vieillot viu as duas partes do "Oiseaux dorés" serem concluídas em 1802; sua própria Histoire naturelle des plus beaux oiseaux chanteurs de la zone torride apareceu em 1806.
A Analyze d'une nouvelle Ornithologie Elémentaire de Vieillot (1816) estabeleceu um novo sistema de classificação ornitológica, que ele aplicou com pequenas modificações em suas contribuições para o Nouveau Dictionnaire d'Histoire Naturelle (1816-19). Em 1820, Vieillot empreendeu a continuação do Tableau encyclopédique et méthodique, iniciado por Pierre Joseph Bonnaterre em 1790. Ele também publicou uma Ornithologie française (1823–30).
Vieillot recebeu uma pensão do governo no último ano de sua vida, mas morreu relativamente desconhecido e na pobreza.
Vieillot é comemorado nos binômios de uma série de pássaros, como Lybius vieilloti e Saurothera vieilloti.

## Trabalhos
- Histoire naturelle des plus beaux oiseaux chanteurs de la zone torride. Dufour, Paris 1805.
- Histoire naturelle des oiseaux de l'Amérique septentrionale. Desray, Paris 1807–1808.
- Analyse d'une nouvelle ornithologie élémentaire. d'Éterville, Paris 1816.
- Mémoire pour servir à l'histoire des oiseaux d'Europe. Turin 1816.
- Ornithologie. Lanoe, Paris 1818.
- Faune française ou Histoire naturelle, générale et particulière des animaux qui se trouvent en France. Le Vrault & Rapet, Paris, Strasbourg, Bruxelles, 1820–1830.
- La galerie des oiseaux du cabinet d'histoire naturelle du jardin du roi. Aillard & Constant-Chantpie, Paris 1822–1825.
- Ornithologie française ou Histoire naturelle, générale et particulière des oiseaux de France. Pelicier, Paris 1830.